# متروی بالتیمور
متروی بالتیمور (انگلیسی: Baltimore Metro Subway) سیستم قطار شهری در شهر بالتیمور، ایالات متحده آمریکا است.
این مترو که در سال ۱۹۸۳ تأسیس شده، دارای ۱ خط، ۱۴ ایستگاه و ۱۵٫۴ کیلومتر طول می‌باشد.

## نقشه

نقشه متروی بالتیمور

## نگارخانه

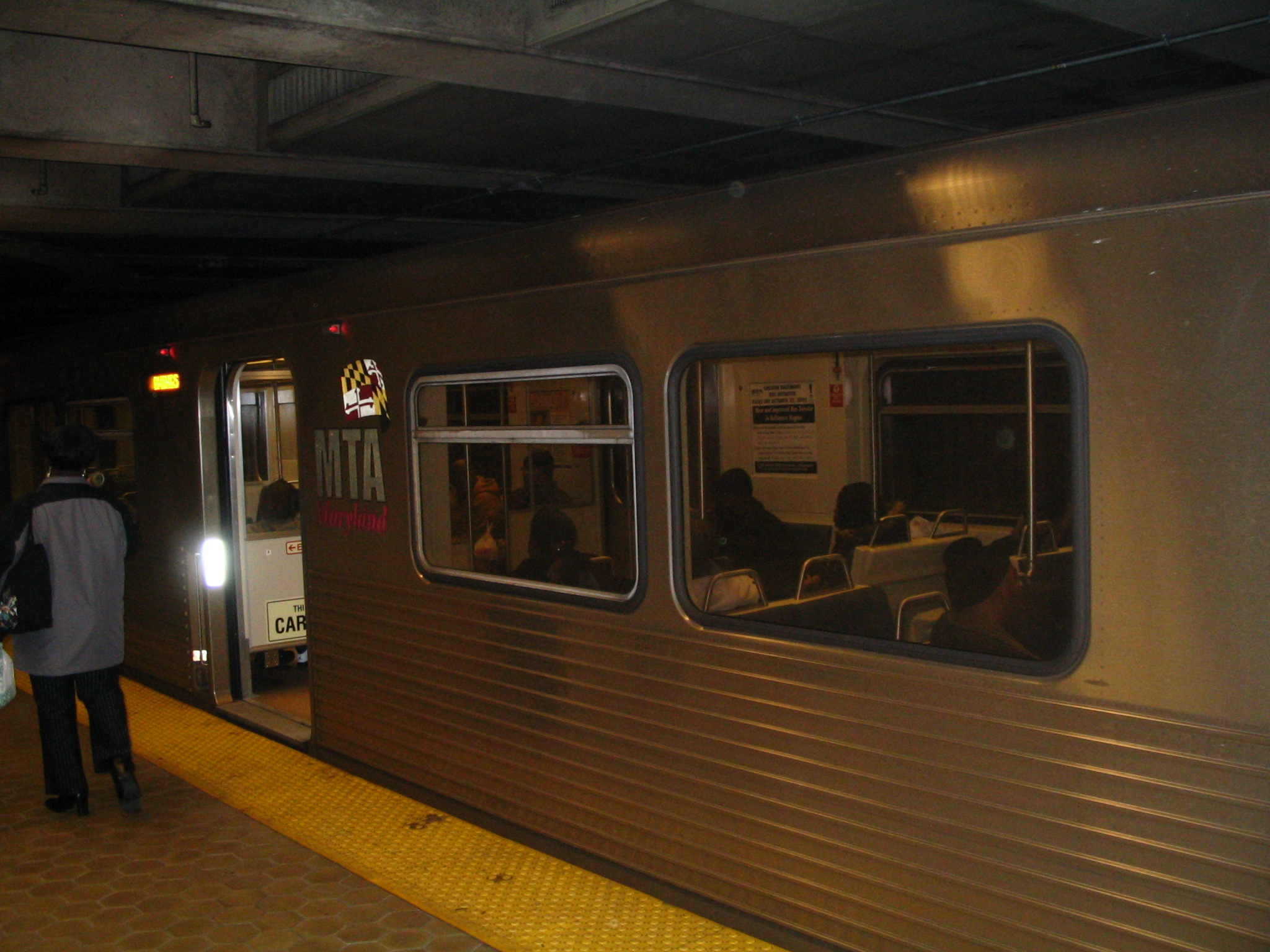
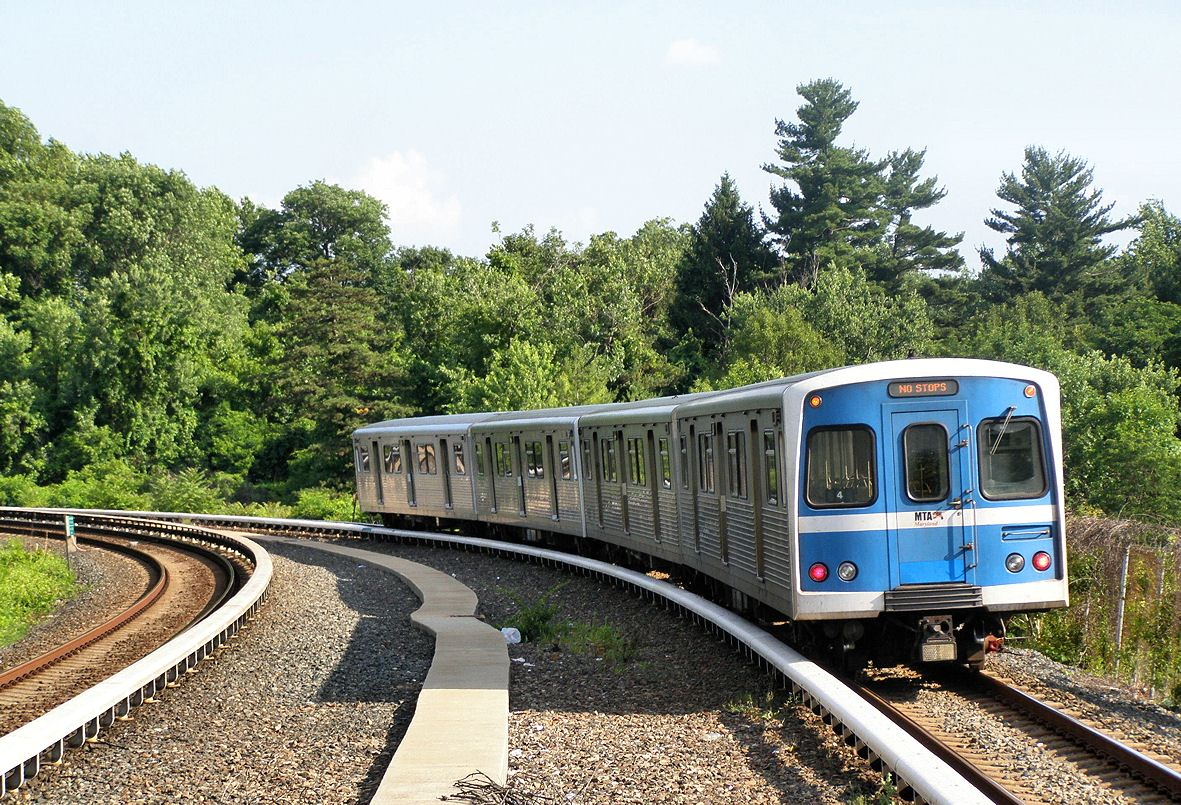
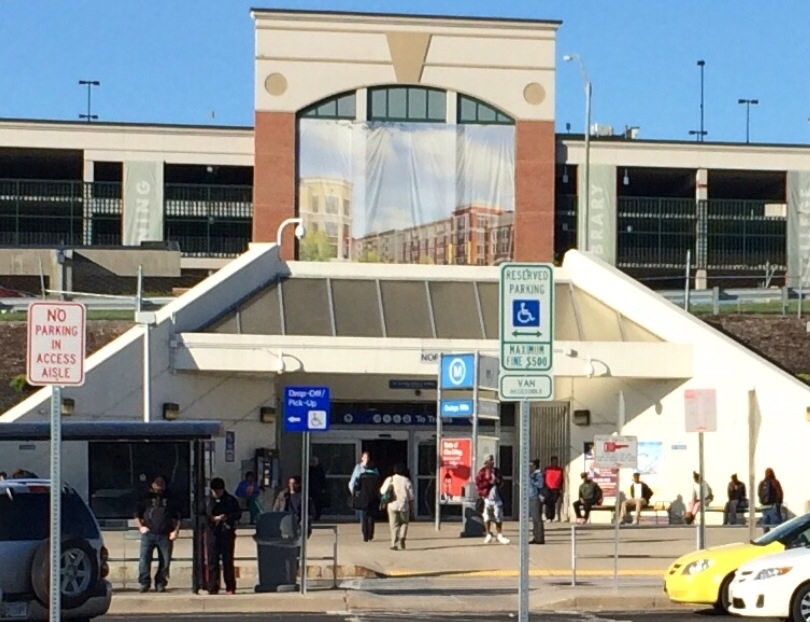
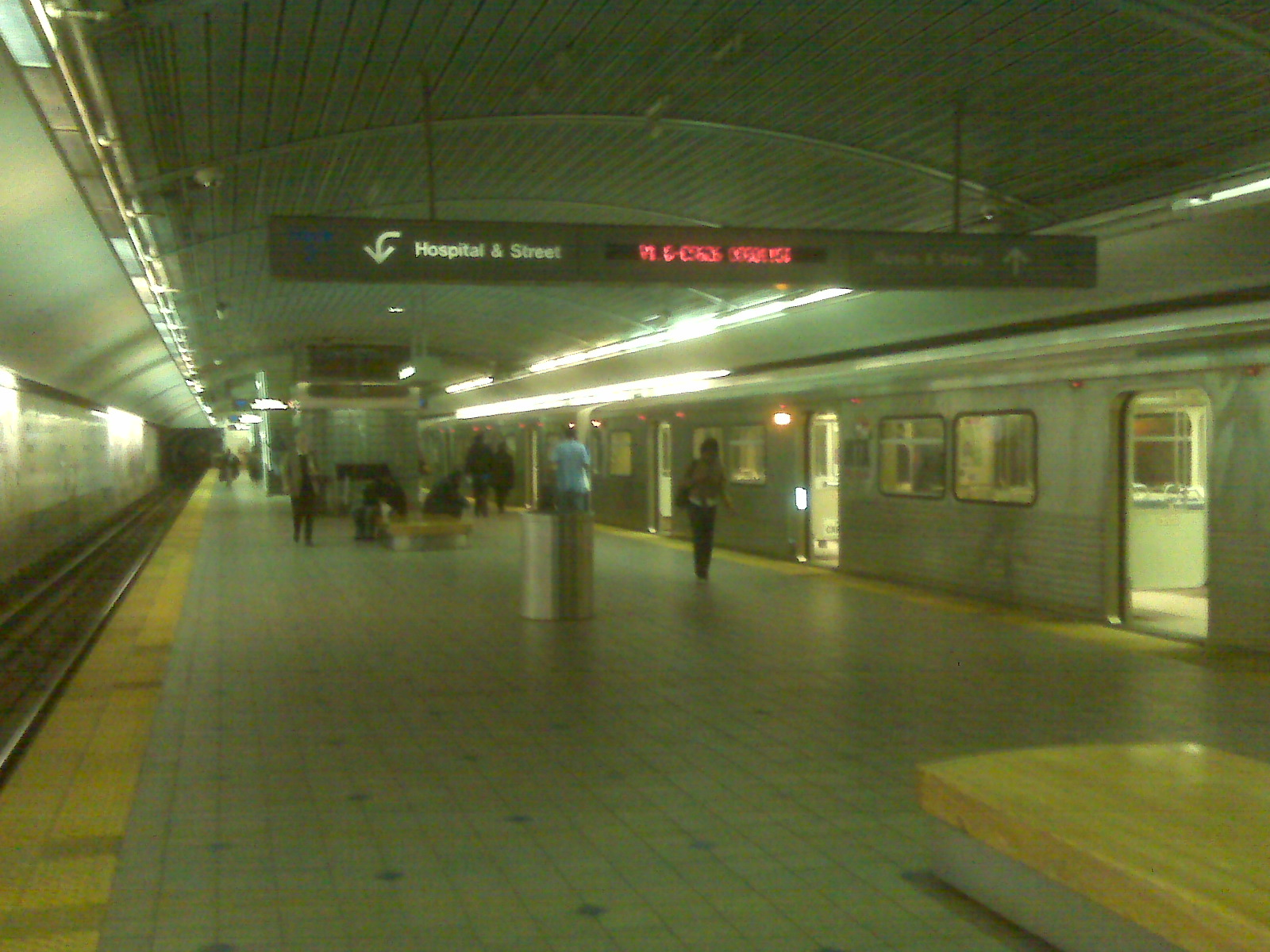